# Kuristiku
Kuristiku est un quartier du district de  Lasnamäe à Tallinn en Estonie.

## Description
En 2019, Kuristiku compte 10 757 habitants.
Sa superficie est de 0,84 km2.
Ses quartiers voisins sont Priisle, Mustakivi, Tondiraba, Katleri et Kose.
Les rues du quartier sont Kihnu tänav, Linnamäe tee, Läänemere tee, Muhu tänav, Mustakivi tee, Narva maantee, Rahu tee, Vormsi tänav et Saaremaa puiestee.

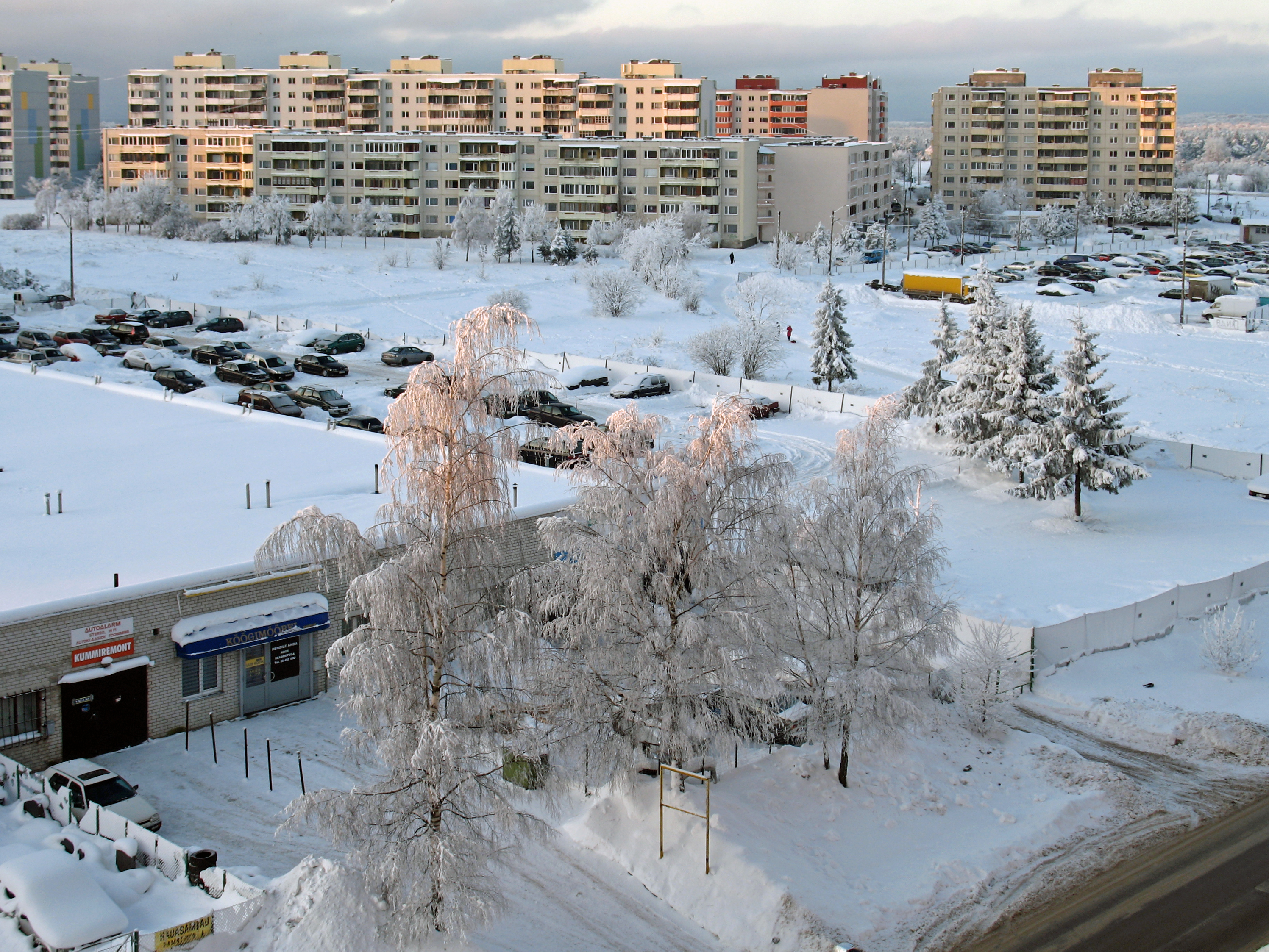
Kuristiku en 2010.

## Population
| 2008   | 2010   | 2011   | 2012   | 2013   | 2014   |
| ------ | ------ | ------ | ------ | ------ | ------ |
| 11 110 | 11 024 | 11 100 | 10 998 | 10 995 | 11 109 |

| 2015   | 2016   | 2017   | 2018   | 2019   | 2020   |
| ------ | ------ | ------ | ------ | ------ | ------ |
| 11 056 | 11 014 | 11 103 | 11 065 | 10 757 | 10 690 |

| 2021   | 2022   | - | - | - | - |
| ------ | ------ | - | - | - | - |
| 10 615 | 10 446 | - | - | - | - |

## Transports
Les lignes de bus n°5, 6, 12, 29, 54, 60, 63, 65 desservent le quartier.

## Galerie

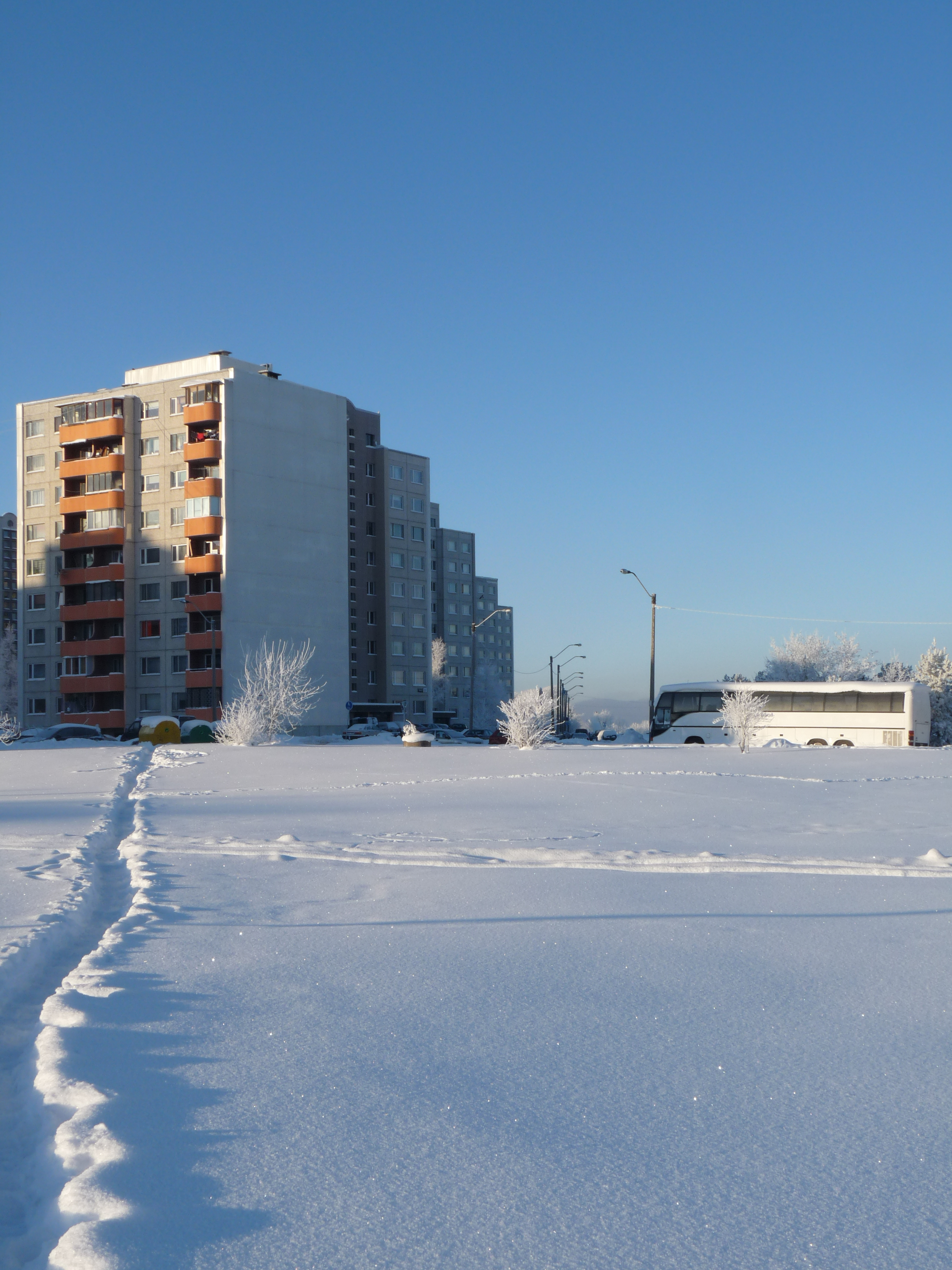
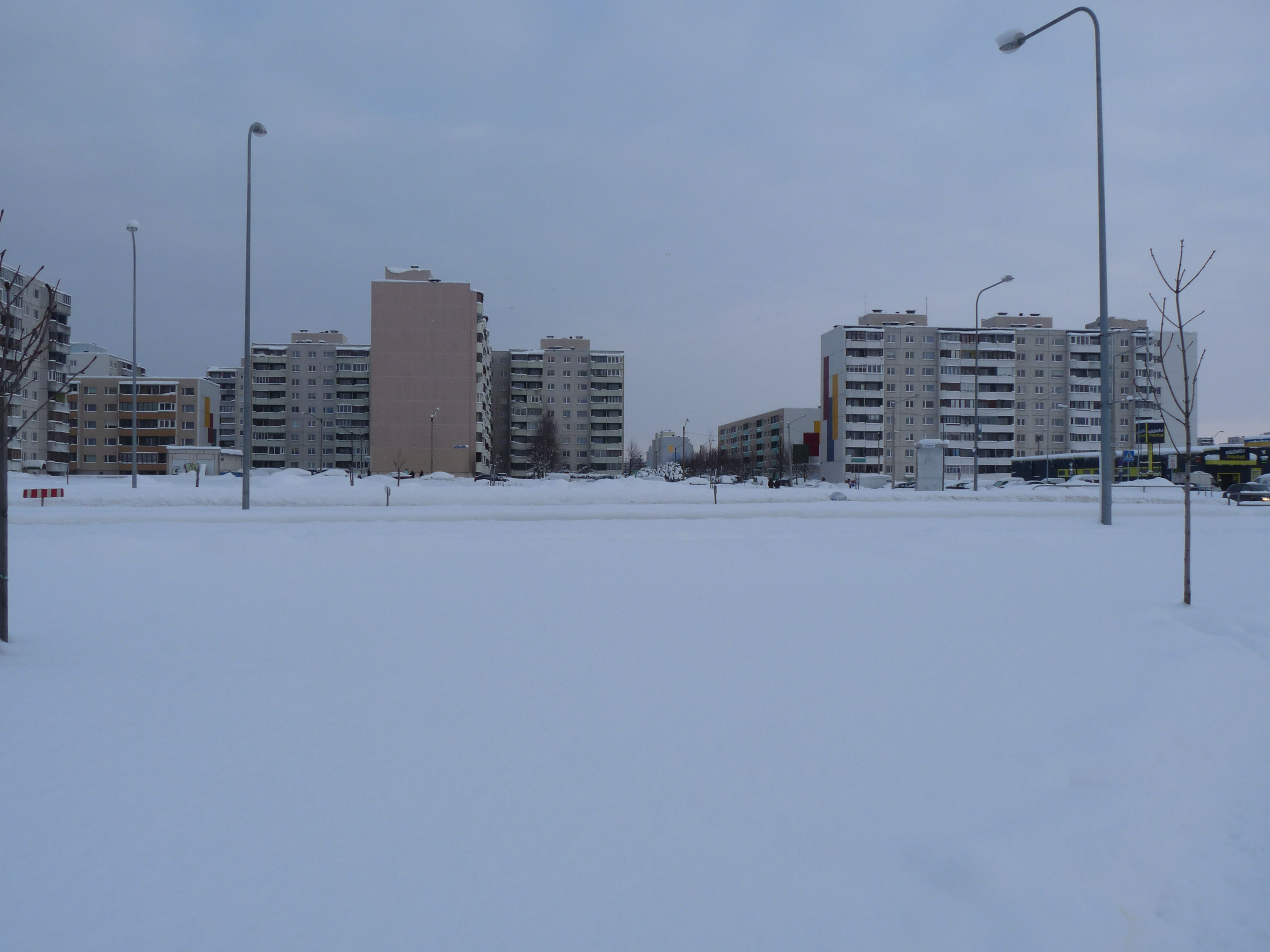
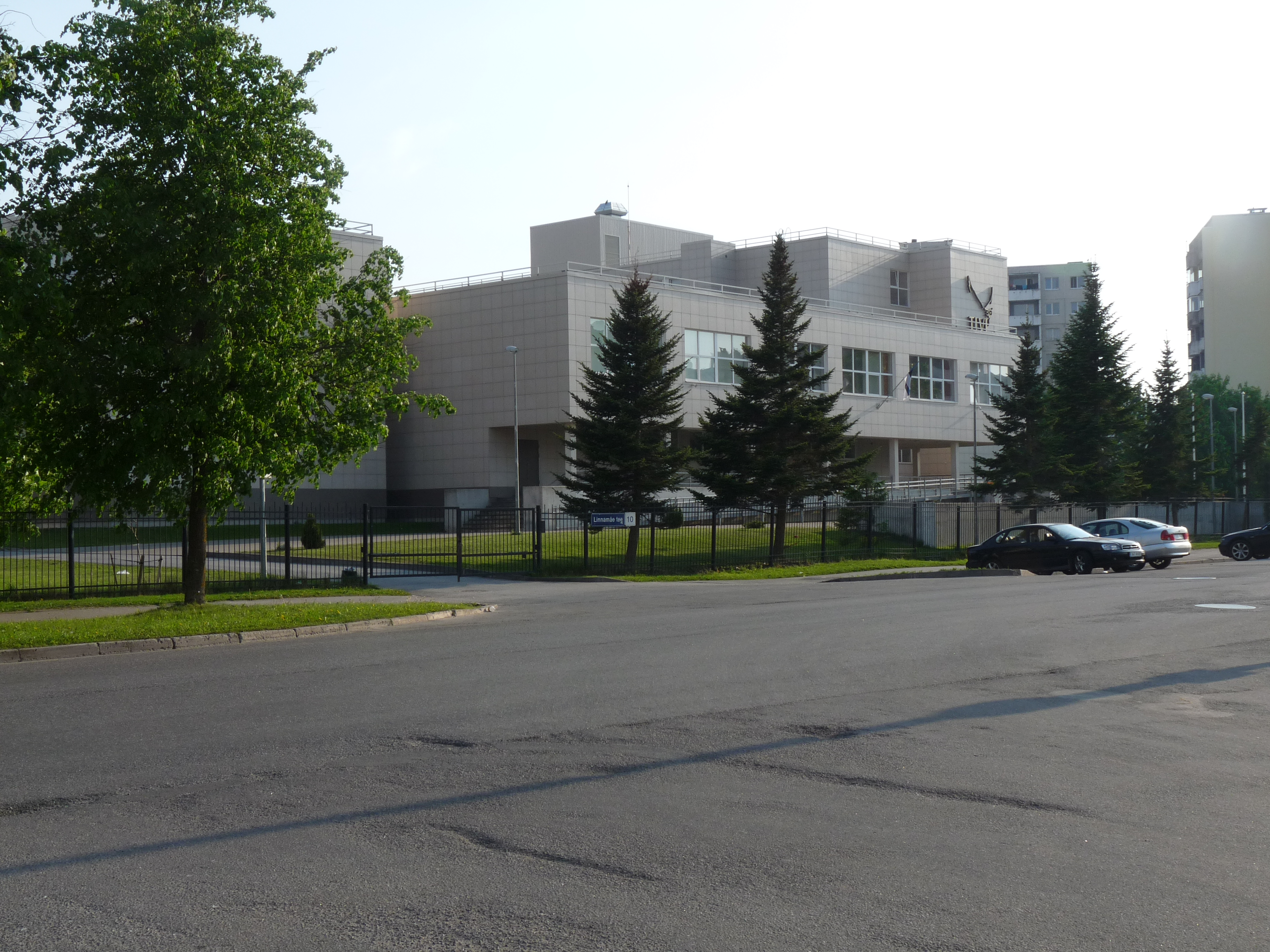
Lycee russe.
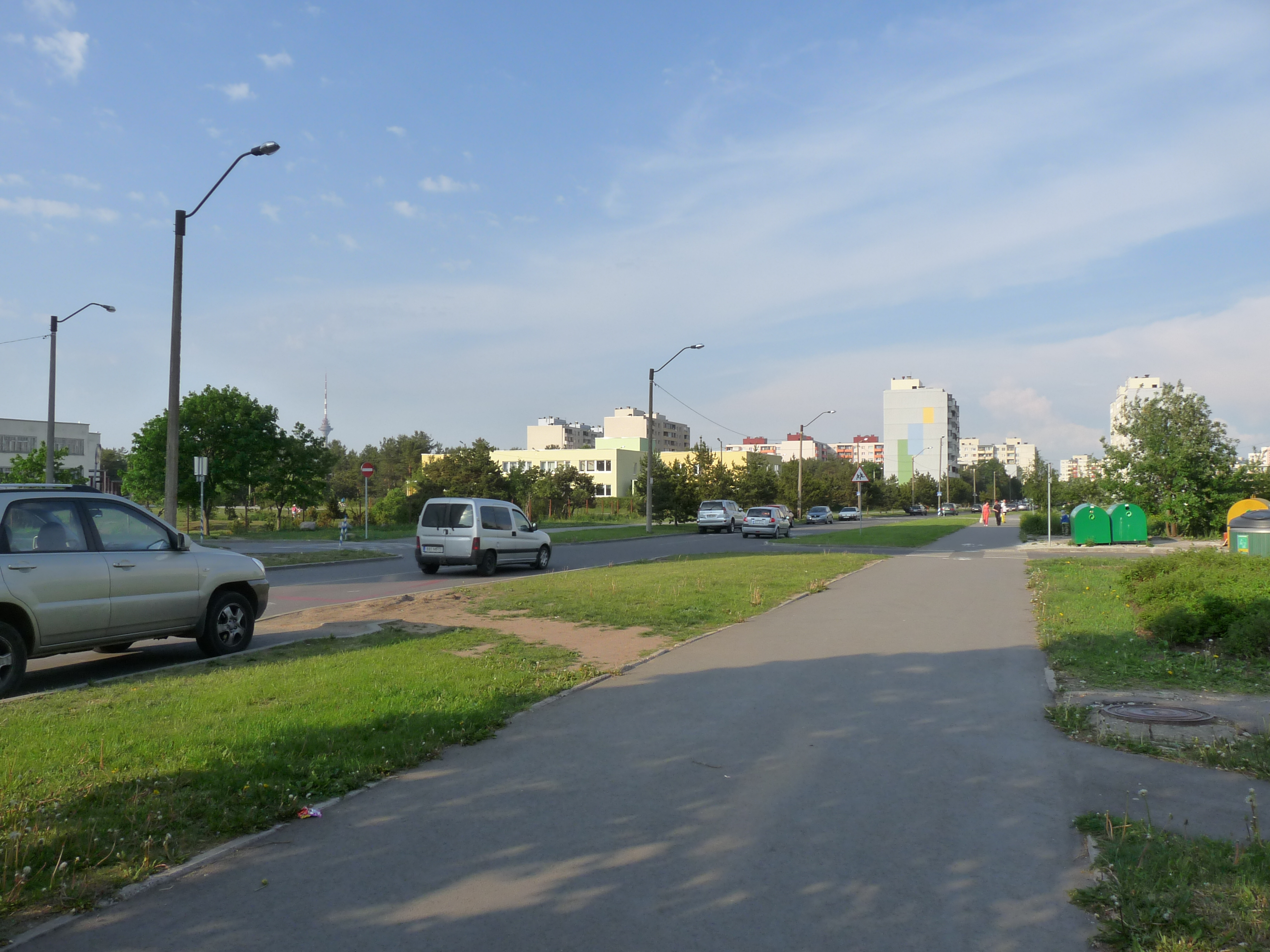
Läänemere tänav.
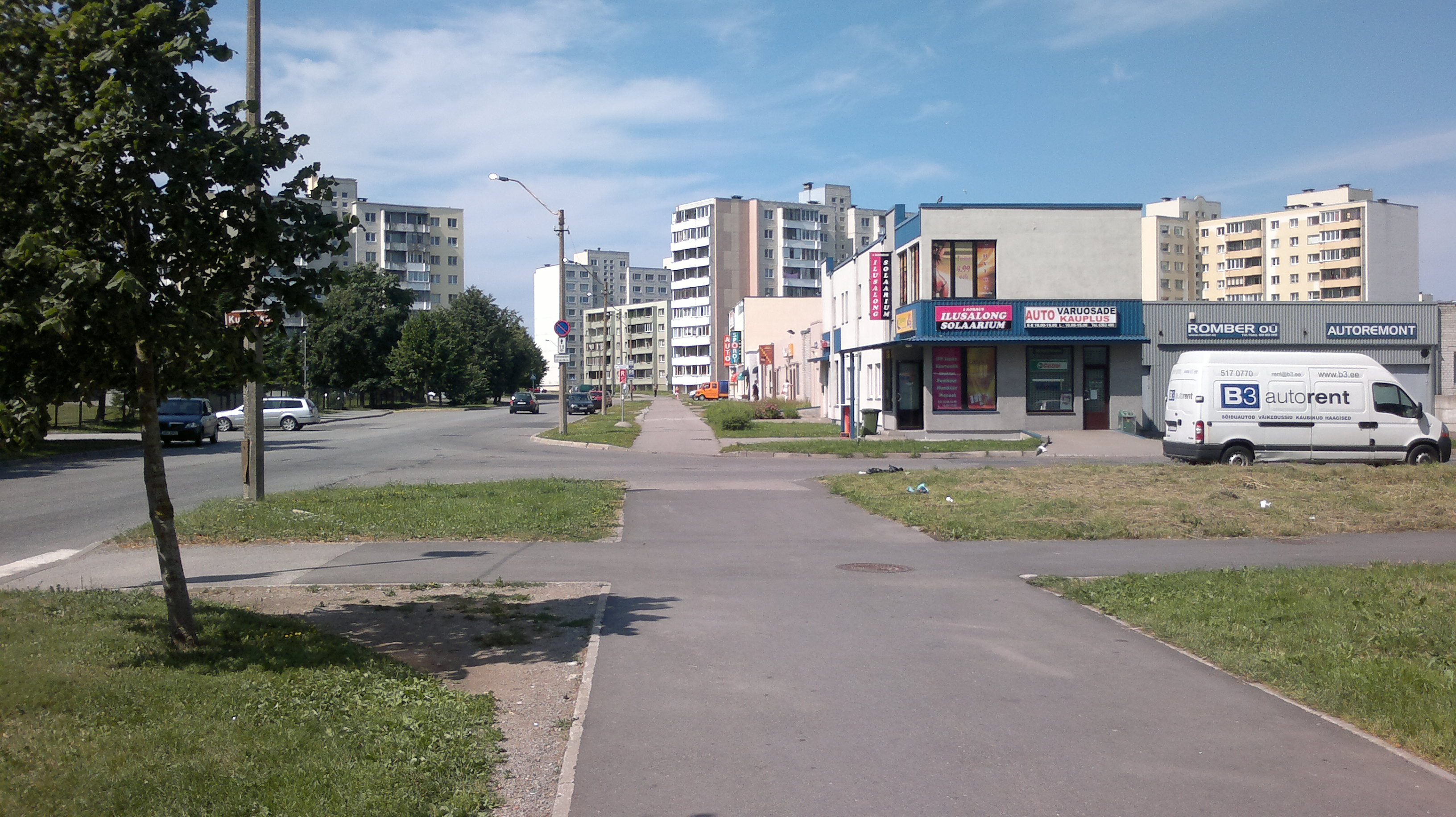
Linnamäe tee.
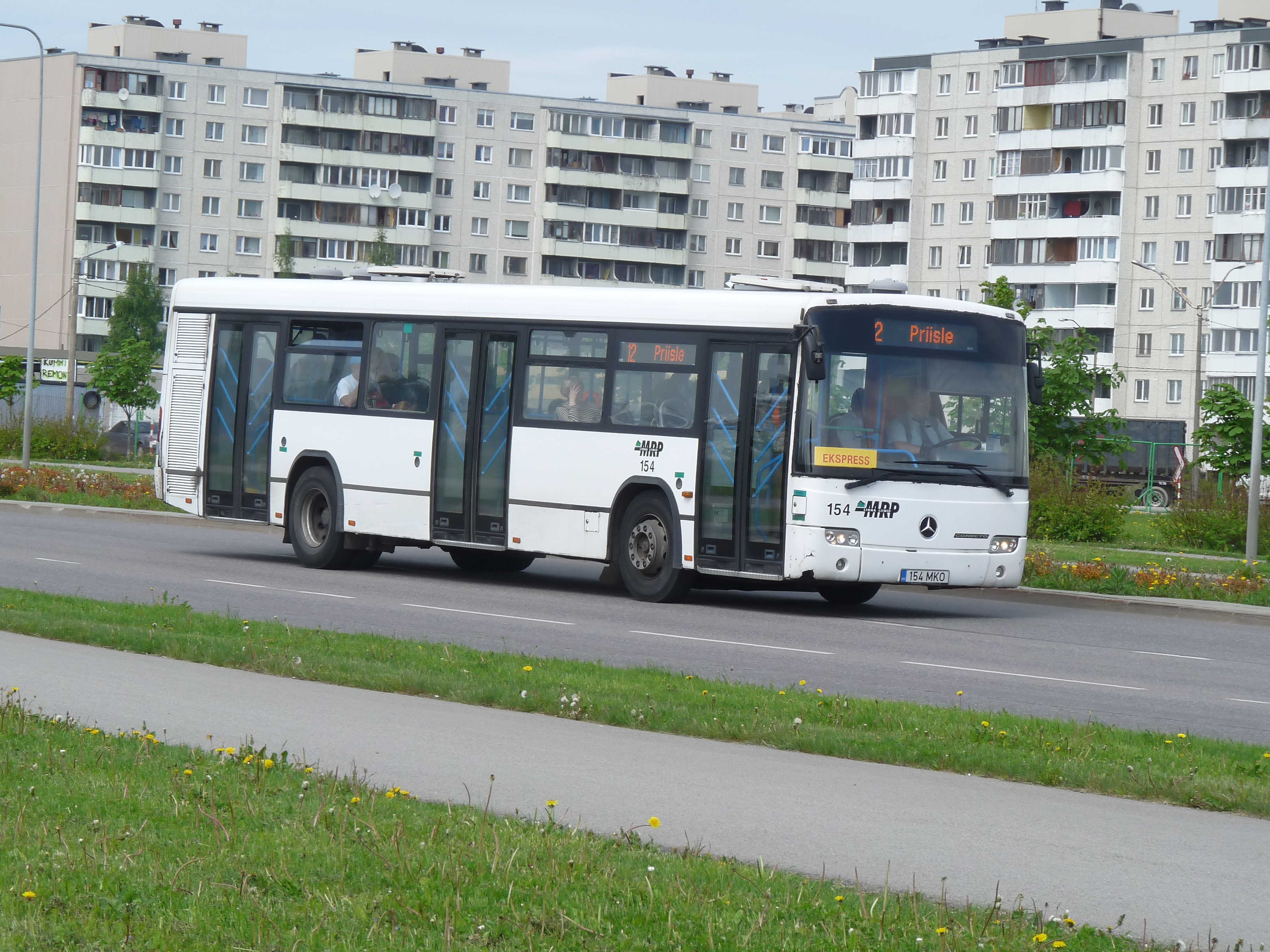
Bus n° 12 à Kuristiku.
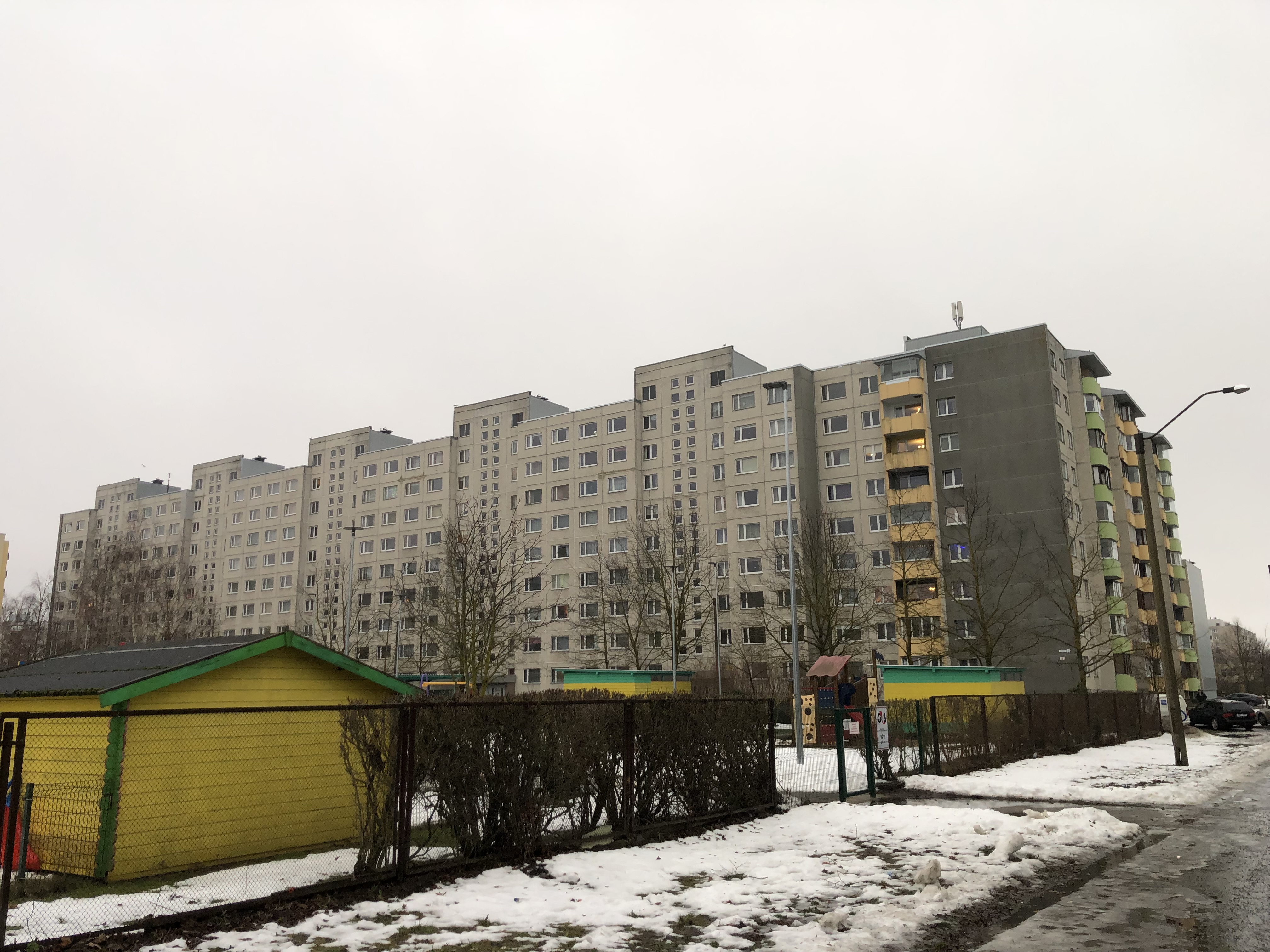
Muhu tn 5.
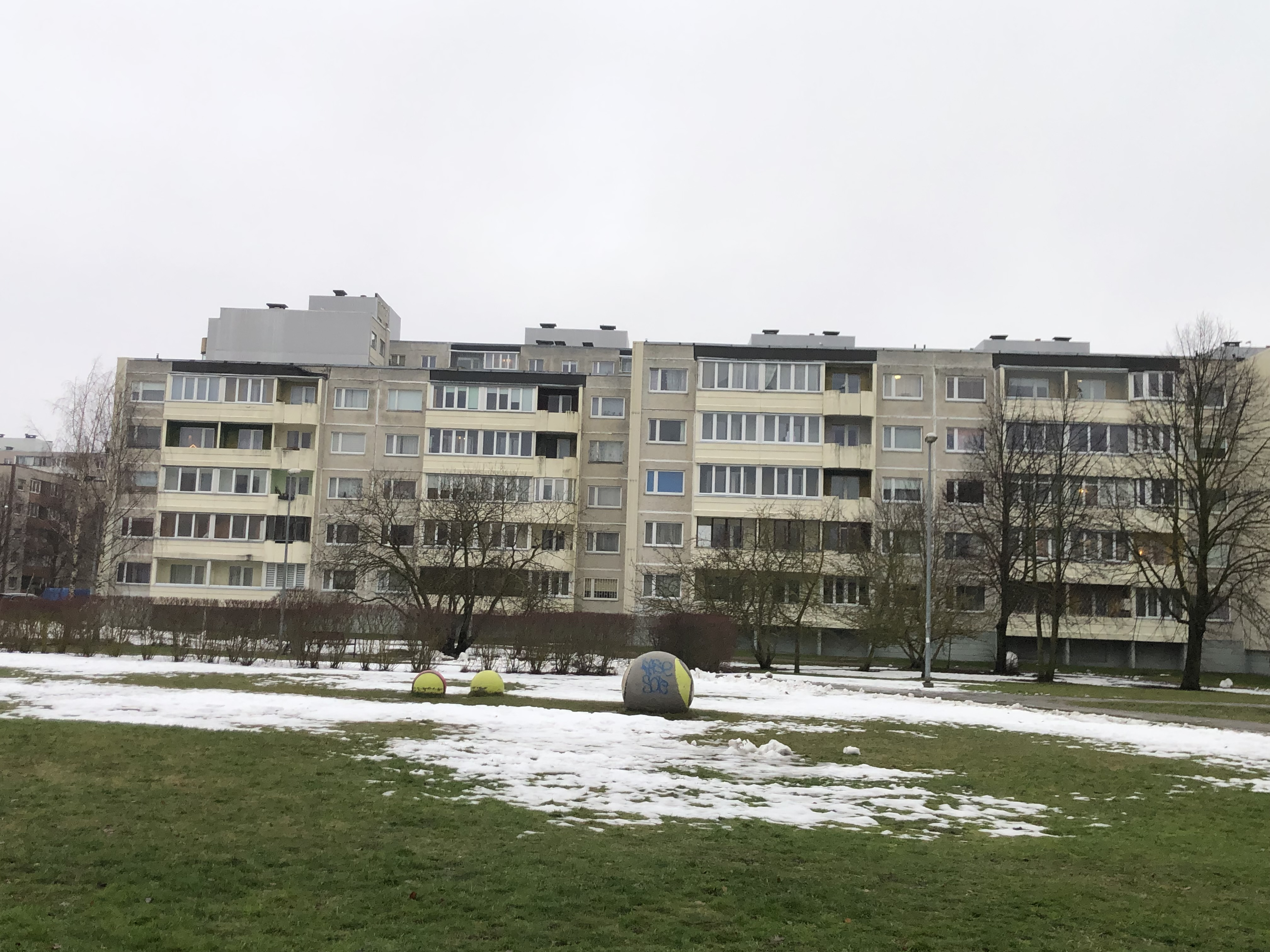
Muhu tn 8.
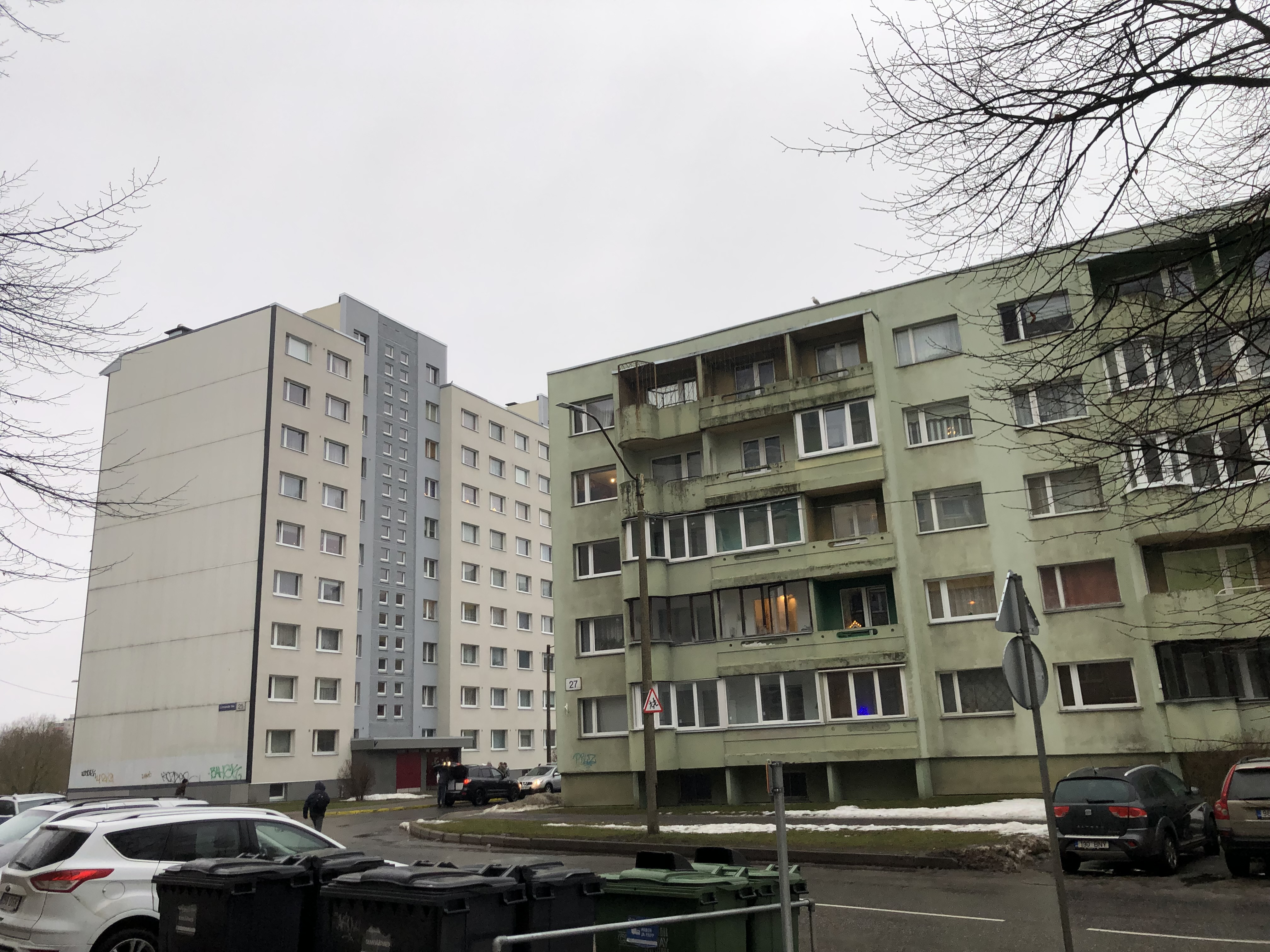
Linnamäe tn 25 et 27.